# آسوون
آسوون (به فرانسوی: Assevent) یک کمون در فرانسه است که در canton of Maubeuge-Nord واقع شده‌است. آسوون ۱٫۸۷ کیلومتر مربع مساحت دارد ۱۳۵ متر بالاتر از سطح دریا واقع شده‌است.